# Birr (Irlanda)

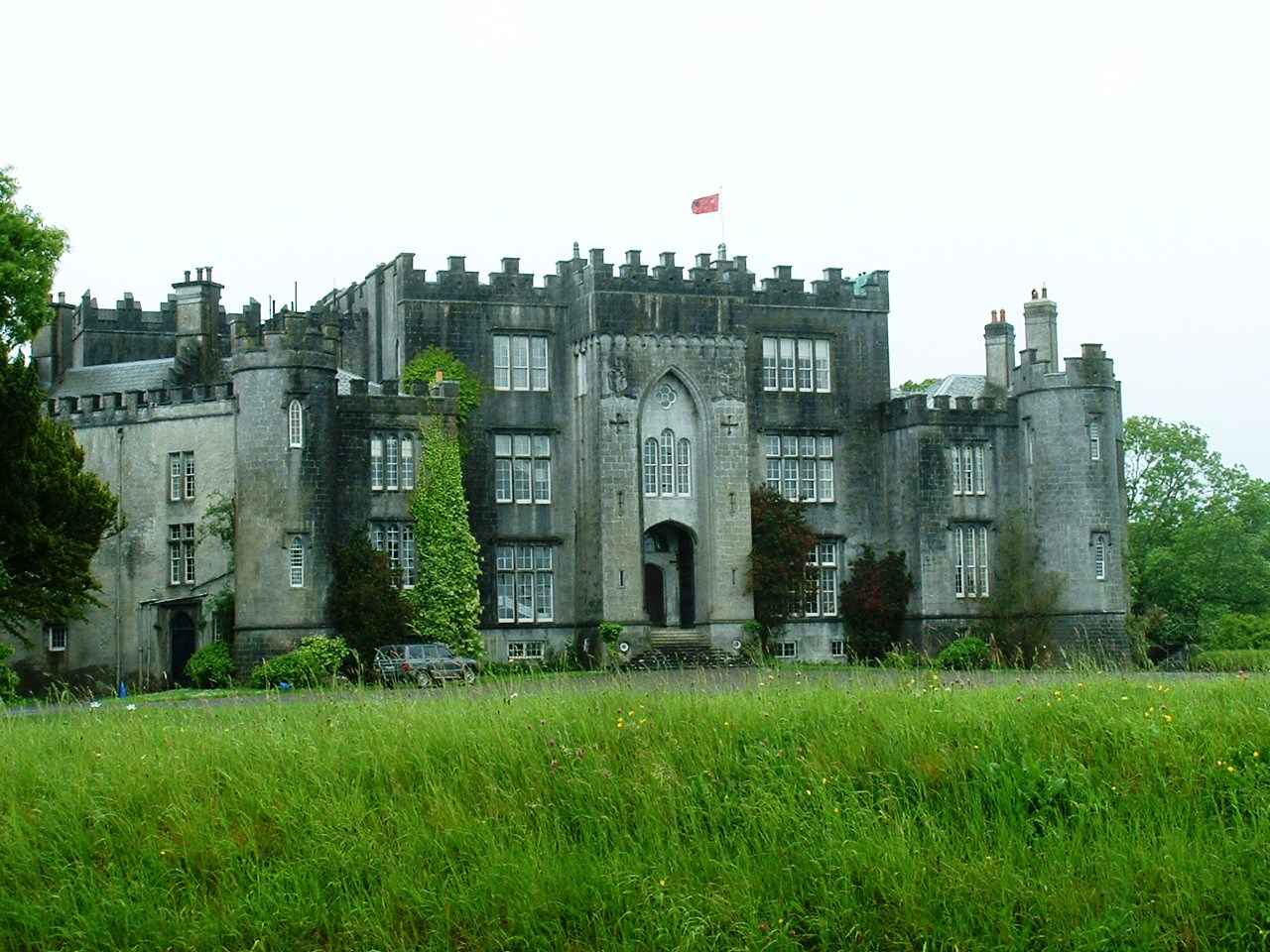
Castello di Birr

Birr (Biorra  in irlandese) è una cittadina della contea di Offaly, nella Repubblica d'Irlanda.
Una volta chiamata Parsonstown, a causa della presenza della famiglia dominante del luogo, i Parsons, Birr è situata sulla confluenza di due modesti fiumi, il Camcor e il Little Brosna che dopo aver attraversato la cittadina diventano il Brosna, affluente dello Shannon.
La cittadina è rappresentata da una blasonata squadra di hurling, quattro volte campione nazionale.

## Storia
Birr è un antico centro per il commercio, oltre che precedente stanziamento di truppe, sin dal 1620.
L'antico monastero di San Brendano di Birr produsse i Gospels of McRegol, dall'abate del momento, ovvero il periodo a cavallo fra VIII e IX secolo conservati oggi nella Biblioteca Bodleiana di Oxford.
L'influenza dell'architettura e dello splendore georgiano sono tuttora presenti in tante costruzioni cittadine, e per questo fatto Birr è stata designata come "città di interesse irlandese".
È famosa tra l'altro per il suo castello con annesso parco, aperto al pubblico ma tuttora proprietà della famiglia Parsons: è l'edificio abitato più antico della contea, costruito nel XVI secolo da O'Carrolss of Ely, che lo affidò a Sir Laurence Parsons, che ne costruì gran parte della struttura. Nel XVII secolo il castello è stato assediato ben due volte, e una delle due torri ancora mostra segni di un attacco dell'artiglieria di Patrick Sarsfield, 1º Conte di Lucan, che tentò invano di espugnarlo. Nel parco del castello è anche presente un famoso telescopio (il Leviathan of Parsonstown), fatto costruire da William Parsons nel 1840 e che fu per diversi decenni il più grande del mondo.

## Architettura
L'elemento principale di Birr è senz'altro il castello, oggi ancora proprietà privata, precisamente dei Conti di Rosse, il settimo dei quali è Brendan Parsons. Come dimora, il Castello è aperto al pubblico solo in occasioni speciali. Le costruzioni adiacenti e il parco, invece, sono aperti a tutti quanti vogliano godere della grande cura dei giardini e dei laghetti artificiali.
Nel centro di Birr, comunque, ci sono molti edifici eleganti che meritano di essere visti tra le strette e graziose vie. Alcune delle abitazioni in John's Place e Oxmantown Mall hanno particolarissime finestrate georgiane, molto gradevoli.
Ad Emmet Square c'è uno degli alberghi più antichi d'Irlanda, del 1747, il Dooly's Hotel.
La colonna al centro della piazza è del 1747 e fu costruita per sostenere la statua del Duca di Cumberland, conosciuto come il Duca Sanguinario e vincitore della Battaglia di Culloden. La statua fu rimossa nel 1915 perché divenuta pericolante. Sulla strada per Roscrea, vicino al County Arms Hotel, è situata la pregevole chiesa gotica cattolica del 1817.